# دبیرستان دانشگاه ملی
دبیرستان دانشگاه ملی، نخستین دبیرستان مختلط تهران با مدیریت ایرانی و معیارهای دانشگاهی بود. برای گزینش دانش آموزان مستعد، بعد از دانشگاه شیراز، دانشگاه ملی ایران اقدام به تأسیس دبیرستانی مختص به خود در سال ۱۳۵۳ کرد. طرح ایجاد این دبیرستان با حمایت فرخ‌رو پارسا، که مدتی نیز عهده‌دار سِمَت مدیر کلی دبیرخانه دانشگاه ملی ایران بود، روبرو شد.
دبیرستان دانشگاه ملی یک نمونه و طرح موفّق از آموزش و پرورش مختلط در ایران را نشان می‌داد.
محمد نوری از چهره‌های ماندگار موسیقی از جمله دبیران این دبیرستان بود که به تدریس زبان انگلیسی می‌پرداخت.
علی جعفری از سال ۱۳۷۲ به مدت ۴سال و سپس پرویز شهبازیان و پس از وی عبدالرضا طالبی به مدت ۱۷ سال مدیریت دبیرستان را عهده‌دار بودند.

## تاریخچه

### نحوه تأسیس دبیرستان دانشگاه ملی
دبیرستان دانشگاه ملی در سال ۱۳۵۳ با مدیریت دکتر مسعود آروین تأسیس شد. سالانه حدود ۲۰۰۰ نفر از فارغ التحصیلان دوره راهنمایی که معدل بالای ۱۷ داشتند در آزمون ورودی دبیرستان شرکت می‌کردند. از میان شرکت کننده گان ۲۰۰ نفر اجازه تحصیل در دبیرستان را می‌یافتند.
دبیرستان دانشگاه ملی سال ۱۳۵۳ را با ۱۰۰ دانش آموز در منطقه یک آموزش و پرورش آغاز کرد. در سال ۱۳۵۴، محل دبیرستان به منطقه ۱۲ انتقال یافت.

### پس از انقلاب
اداره کل آموزش و پرورش استان تهران پانزدهم تیرماه ۱۳۵۹ در ارتباط با فرمان امام خمینی اطلاعیه‌ای در ۱۳ ماده صادر کرد. در این اطلاعیه ضمن تأکید به لزوم رعایت موازین اسلامی در مدارس، از مسئولان مدارس خواسته شد که هرچه زودتر آموزش و پرورش را با موازین اسلامی و اهداف جمهوری اسلامی منطبق کنند. در بیانیه مذکور آمده بود که مدارس مختلط در تمامی مقاطع به‌طور کلی برچیده شود.
در سال ۱۳۵۸ دبیرستان به دو قسمت پسرانه و دخترانه تقسیم شد. به دنبال آن قسمت دخترانه از سال ۱۳۵۹ منحل شد. از سال ۱۳۶۲ نام دبیرستان پسرانه به دبیرستان شهید باهنر تغییر کرد.

## مدیران و دبیرانِ دبیرستان
- دکتر مسعود آروین مدیر دبیرستان (قبل از انقلاب)
- سید جباری (معاونت )
- جلیل الله قره گزلو مؤلف کتابهای درسی ریاضی
- محسن علوی (فیزیک)
- هندی نژاد ( ریاضی)
- وزیری (فیزیک)
- مخصوص (جبر)
- دهگان (زبان)
- فروزانفر (زبان)
- مرتضی خلخالی مؤلف کتابهای درسی شیمی
- محمد نوری زبان انگلیسی
- حشمت‌الله طبرزدی دینی
- دکتر مجید بیدارمغز مدیر دبیرستان (از سال۱۳۹۸ تا کنون)
- کرامت ا.. مهربان (شیمی)
- نژادی (شیمی)
- مظلومی (شیمی)
- فره وشی (ادبیات)
- چوبینه (ادبیات)
- کیهانی (زیست‌شناسی)
- غضبان (ریاضی)
- اسلامی ( آزمایشگاه )
- نصیری ( ریاضی)
- زمان نژاد ( زیست شناسی)
- بایگان ( زبان)
- ژیانفر ( فیزیک)

## نگارخانه

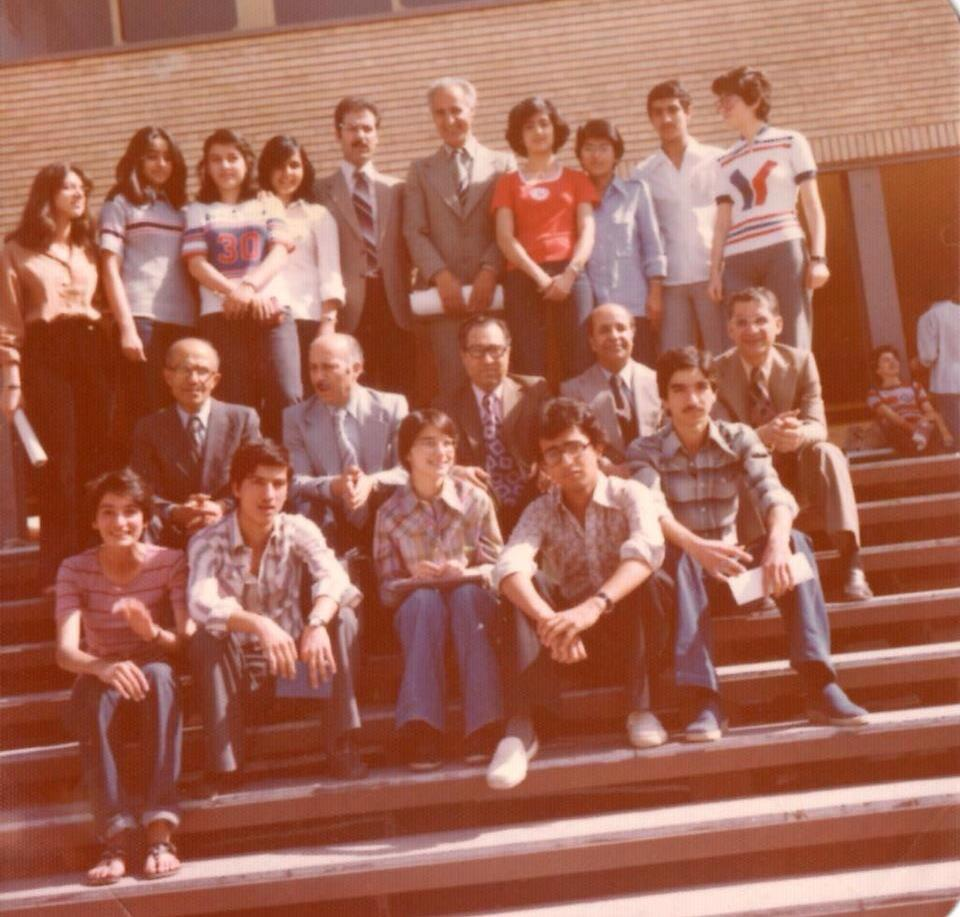
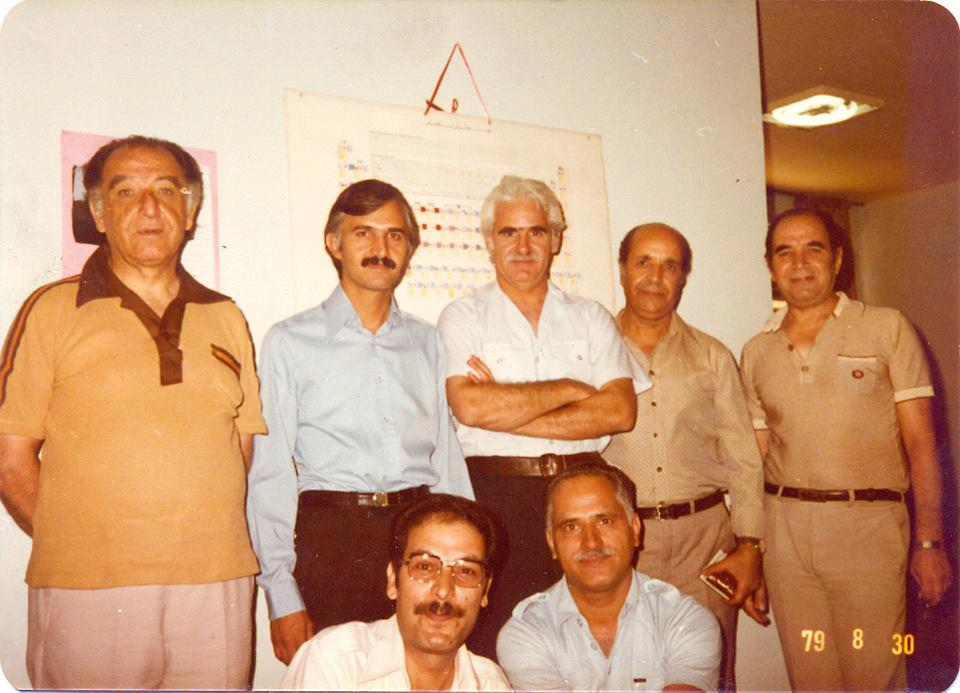